# اتصال از طریق فاز مایع گذرا
فرایند اتصال از طریق فاز مایع گذرا((Transient Liquid Phase (TLP) یک راه منحصر به فرد برای پیوستن به مواد با استحکام تسلیم بالا و شکل‌پذیر ارائه می‌دهد.
فرایند اتصال فاز مایع گذرا ترکیبی از فرایندهای اتصال نفوذی و لحیم کاری سخت می‌باشند، بطوریکه در این فرایند فصل مشترک بین دو قطعه به وسیله یک مذاب ایجاد می‌شود، اما در نهایت اتصالی شبیه اتصال نفوذی ایجاد می‌گردد.

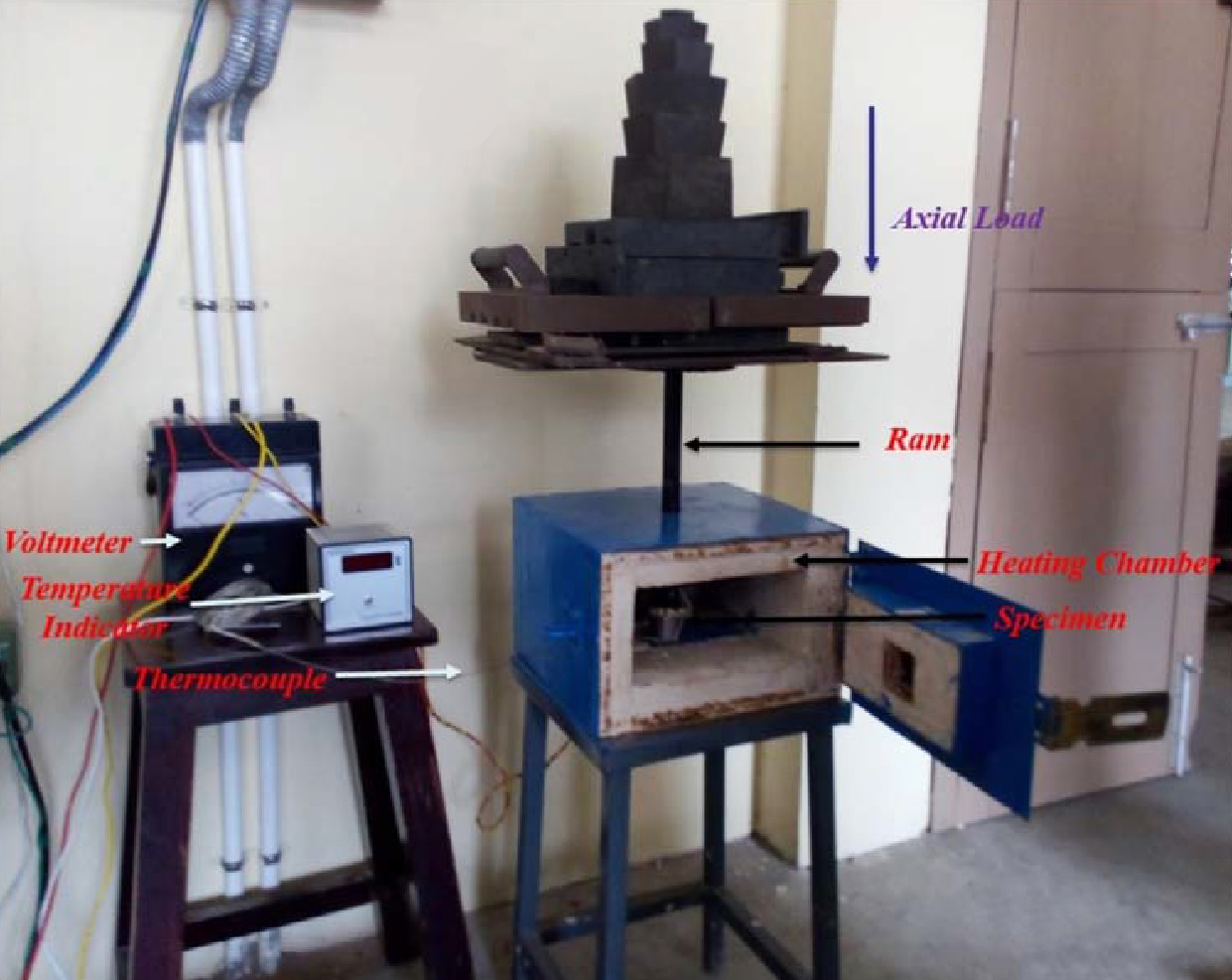
دستگاه جوشکاری به روش فاز مایع گذرا

در فرایند TLP، یک لایه واسط با نقطه ذوب پایین‌تر از اجزای متصل شونده در بین دو قطعه قرار می‌گیرد. لایه واسط به‌طور معمول، آلیاژی یوتکتویید از فلز پایه است که دارای عناصر کاهنده نقطه ذوب مانند B , Si و P است. پس از قرار دادن لایه واسط در بین دو قطعه‌ای که باید به هم متصل شوند مجموعه را تا دمای اتصال که معمولاً کمی بالاتر از نقطه ذوب لایه واسط است در کوره خلأ یا اتمسفر محافظ آرگون حرارت می‌دهند. با رسیدن دمای کوره به دمای اتصال، لایه واسط ذوب می‌شود. با نگهداری قطعات در این دما، عناصر آلیاژی بین مذاب و فلز پایه نفوذ می‌کنند و موجب تغییر در ترکیب شیمیایی محل اتصال می‌شوند. با این تغییر درترکیب شیمیایی دمای انجماد مذاب افزایش و مذاب به صورت هم دما (ایزوترم) منجمد می‌شود. اتصال ایجاد شده از نظر ترکیب شیمیایی و ریزساختار نزدیک به فلز پایه است. برای همگن شدن ساختار اتصال نیز، معمولاً قطعات متصل شده را به مدتی طولانی‌تر در دمای اتصال یا زمانی کوتاه‌تر در دماهای بالاتر نگهداری می‌کنند.
این فرایند، فرآیندی است که سادگی فرآیندهای معمول بریزینگ را با کارایی بالای جوشکاری نفوذی ترکیب کرده است که نتیجه آن، اتصالی عالی با خواصی بسیار مشابه فلز پایه است.
این فرایند نسبتاً گران بیشتر برای اتصال سوپر آلیاژها و مواردی که روش‌های دیگر اتصال قابل کاربرد نیستند مورد استفاده قرار گرفته است. استفاده از این فرایند برای اتصال تک بلورها بدون ایجاد مرز دانه هم امکان‌پذیر است.
اتصال فاز مایع گذرا، فرآیندی است که برای اتصال بسیاری از سیستم‌های فلزی و سرامیکی که قادر به اتصال دهی به کمک روش‌های معمول جوشکاری ذوبی نیستند، به کار برده شده است. در این فرایند، اتصالاتی با یک پروفیل ترکیب شیمیایی یکنواخت ایجاد می‌شود. این تکنیک، برای کاربردهای گوناگونی به کار رفته است: از تولید و تعمیر توربین‌های گازی در صنایع هوافضا گرفته تا نیروگاه‌های هسته‌ای و تا اتصال خطوط مدار در صنعت میکروالکترونیک.

## مراحل فرایند اتصال فاز مایع گذرا
این فرایند شامل چهار مرحله می‌باشد که عبارتند از:
1. سوار کردن اتصال
2. ذوب لایه واسط
3. انجماد همدما
4. همگن‌سازی[۴][۹][۱۰]

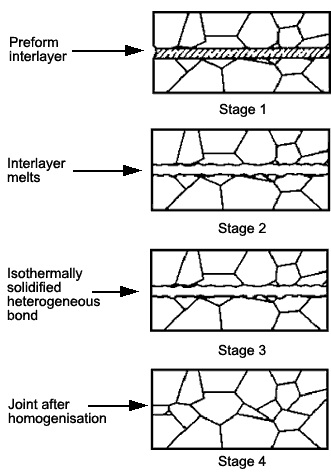
مراحل اتصال فاز مایع گذرا

در فرایند اتصال دهی فاز مایع گذرا، اتصال با تشکیل یک فاز مایع در محل اتصال و سپس نفوذ عناصر کاهنده نقطه ذوب از محل اتصال به درون قطعات، شکل می‌گیرد. این نفوذ باعث می‌شود نقطه ذوب ناحیه اتصال بالا رفته و انجماد به صورت همدما در همان دمای فرایند رخ دهد. با ادامه عملیات گرمادهی و نفوذ، دمای ذوب و سایر خواص منطقه اتصال مشابه فلز پایه خواهد شد. یکی از مهم‌ترین پارامترهای فرایند، نوع و ضخامت لایه واسط است که تأثیر اساسی بر روی نتیجه فرایند و پارامترهای دیگر آن دارد. در این فرایند، زمان و دمای اتصال باید به گونه‌ای انتخاب شود که فرایند انجماد همدما به‌طور کامل به انجام برسد. همچنین می‌توان از عملیات همگن‌سازی برای یکسان کردن ساختار اتصال با ساختار فلز پایه و از بین بردن خط جدایش استفاده کرد هر چند معمولاً به دلایل اقتصادی همگن سازی تا این حد پیش نمی‌رود. برخی مواقع همگن کردن با عملیات حرارتی ساخت قطعه درهم آمیخته می‌شود و گاهی این بخش از فرایند در دمای کاری و در شرایط سرویس قطعه صورت می‌پذیرد.

## لایه واسط در فرایند اتصال فاز مایع گذرا
برای ایجاد یک اتصال بهینه در فرایند فاز مایع گذرا، پارامترهای متعدد این فرایند باید به نحو مطلوبی تنظیم گردند.
در این بخش، به مهم‌ترین این پارامترها که ترکیب شیمیایی و ضخامت لایه واسط است، اشاره می‌شود.

### شکل‌های مختلف لایه واسط
لایه واسط به شکل‌های مختلفی مورد استفاده قرار می‌گیرد؛ از جمله:
1. فویل نازک (ورق نورد شده)
2. فویل آمورف
3. پودر ریز
4. پودر فشرده (ساخته شده توسط زینترینگ، پرس ایزوستاتیک سرد، و ..)
5. خمیر بریزینگ
6. یک فرایند رسوب نشانی بخار فیزیکی مثل اسپاترینگ
7. الکتروپلیتینگ
8. بخار کردن یک عنصر از ماده زیرلایه برای تشکیل پودرهای سطح گلیز شده (با یا بدون عامل اتصال دهنده)[۴]

### ضخامت لایه واسط
ضخامت لایه واسط، اثر زیادی روی زمان و کیفیت اتصال دارد. اولین ملاحظه‌ای که در این رابطه باید صورت بگیرد این است که ضخامت لایه واسط بیشتر از ضخامت بحرانی باشد.
ضخامت بحرانی: ضخامت فاز مذاب تشکیل شده هنگام رسیدن مجموعه به نقطه ذوب لایه واسط کمتر از ضخامت اولیه لایه واسط است. حال چنانچه پیش از رسیدن به این دما، نرخ نفوذ زیاد بوده یا آهنگ گرم کردن آهسته باشد، بخش زیادی از لایه واسط به درون فلز پایه نفوذ می‌کند که اگر این شرایط با ضخامت اولیه خیلی کم لایه واسط همراه باشد، ممکن است پیش از رسیدن به نقطه ذوب لایه واسط، تمام لایه واسط به درون فلز پایه نفوذ کرده و در نتیجه هیچ فاز مایعی در فصل مشترک تشکیل نگردد و از آنجایی که در این فرایند، تشکیل فاز مایع برای ایجاد اتصال الزامی است، در این شرایط حدی، اتصال مناسبی ایجاد نخواهد شد.

### ترکیب شیمیاییلایه واسط
اولین ویژگی لازم برای لایه واسط، دمای ذوب آن است که باید نسبت به فلز پایه پایین‌تر باشد تا اتصال بدون ذوب کامل فلز پایه قابل انجام باشد. پایین آوردن دمای ذوب لایه واسط یا با افزودن عناصر کاهنده نقطه ذوب مثل بور، فسفر، و… صورت می‌گیرد یا اینکه لایه واسط از ترکیبی انتخاب می‌گردد که با وجود بالا بودن نقطه ذوب آن، با تشکیل سیستم یوتکتیک با فلز پایه، فاز مایع در دمایی پایین‌تر تشکیل شود. در صورت استفاده از عناصر کاهنده نقطه ذوب در لایه واسط، باید تا حد ممکن این عناصر دارای ضریب نفوذ بالایی در فلز زمینه باشند و بهتر است در حالت جامد، حد حلالیت بالایی در فلز پایه داشته باشند تا سرعت نفوذ بالا رفته و زمان انجماد همدما و همین‌طور زمان لازم برای همگن کردن اتصال کاهش یابد.
بنابراین به‌طور کلی، ترکیب شیمیایی لایه واسط بهتر است تا جایی که امکان دارد شبیه به ترکیب فلز پایه باشد؛ چون در این صورت، همگن تر شدن ساختار به سرعت صورت گرفته و زمان اتصال کاهش می‌یابد.